# Львівський хор Гомін (1956)
Львівський чоловічий хор «Гомін» — хоровий колектив, заснований у 1956 році Євгеном Вахняком при Львівській консерваторії.
Метою хору було повернення на концертні сцени творів українських композиторів, написаних для чоловічого хору. Основу репертуару складала музика галицьких композиторів. В репертуарі хору були твори М. Лисенка, С. Воробкевича, О. Нижанківського, В. Матюка, Г. Топольницького, Д. Роздольського, А. Вахнянина, П. Ніщинського, К. Стеценка, М. Леонтовича. Також львівських композиторів М. Колесси, Є. Козака, А. Кос-Анатольського, С. Людкевича. В «Гомоні» співали: Степан Турчак, Іван Гамкало, Олександр Врабель, Володимир Пекар, Михайло Антків, Степан Стельмащук, Богдан Завойський, Іван Небожинський, Микола Попенко, Іван Майчик, Ярослав Базів та ін.
Помічниками Є. Вахняка були М. Антків і І. Небожинський.
Перший концерт хору «Гомін» відбувся 29 квітня 1957 року в концертному залі консерваторії. Були присутні С.Людкевич, М. Колесса, А. Солтис, І. Гриневецький, А. Котляревський, нотний графік З. Попель. Серед учасників хору були відомі згодом диригенти С. Турчак, І. Майчик, В. Пекар, А. Кушніренко, Т. Микитка, І. Жук, М. Попенко та інші.